# St. Peter und Paul (Kozłowo)
Die St.-Peter-und-Paul-Kirche in Kozłowo (deutsch Groß Koslau, 1938 bis 1945 Großkosel) ist ein Bauwerk aus der ersten Hälfte des 18. Jahrhunderts. Sie war bis 1945 zentrales Gotteshaus des evangelischen Kirchspiels Klein Koslau (1938 bis 1945 Kleinkosel, polnisch Kozłówko) im ostpreußischen Kreis Neidenburg und ist heute römisch-katholische Pfarrkirche in Kozłowo in der polnischen Woiwodschaft Ermland-Masuren.

## Geographische Lage
Kozłowo liegt an der Woiwodschaftsstraße 545 zwischen den Städten Nidzica (Neidneburg) und Działdowo (Soldau) im Powiat Nidzicki (Kreis Neidenburg). Das Dorf ist zugleich Bahnstation an der Bahnstrecke Działdowo–Olsztyn (deutsch Soldau–Allenstein).
Der Standort der Kirche befindet sich in der ulica Kościelna auf dem Dorfanger der einst Klein Koslau bzw. Kleinkosel (Ostpr.) genannten Ortsstelle Kozłówko.

## Kirchengebäude
Eine Kirche soll es in Koslau bereits in vorreformatorischer Zeit gegeben haben, nachdem der Ort bereits im Jahre 1328 Erwähnung fand. Jedoch erst im Jahre 1692 findet sich ein Bericht über eine Dorfkirche, der das damalige evangelische Gotteshaus als sehr baufällig und einsturzgefährdet beschreibt.
In den Jahren 1733 bis 1738 entstand ein Kirchenneubau, dem die Pläne des preußischen Landbaumeister Johann Caspar Hindersin zugrunde lagen. Es wurde ein rechteckiger Saalbau errichtet mit einer Fläche von „60 × 35 Fuß“ bei einer Höhe von „20 Fuß“ aus verputzten Ziegelsteinen. An den Längswänden waren je fünf rechteckige (später: rundbögige) Fenster angebracht.
Eine flache Decke überspannte die Kirche, die Wände waren geweißt. Der vorherige Südeingang wurde mit dem Turmbau durch einen Westeingang ersetzt. Der Kanzelaltar war eine Arbeit aus dem Jahre 1844. Er war ohne Malerei und Schnitzwerk. Auf des Taufschale aus Messing war der biblische Sündenfall dargestellt.
Im Jahre 1763 erwarb die Kirchengemeinde für 45 Taler ein Orgelpositiv mit sieben Registern aus der Kirche in Heinrichsdorf (polnisch Płośnica). Es wurde von Orgelbaumeister Scheffler aus Usdau (polnisch Uzdowo) überarbeitet und musste 1848 erneut repariert werden.
Das Geläut bestand aus zwei Glocken, die 1848 Johann Groß, der letzte Glockengießer in Königsberg (Preußen), goss. Ihre Last beim Läuten in einem Dachreiter über der Gebäudemitte bedrohte die Stabilität des Kirchendachs, ein westlicher niedriger Holzturm trat später an seine Stelle, der auch den Eingang zur Kirche bildete und um 1900 durch einen höheren Turm ersetzt wurde.
Die Kirche überstand die Weltkriege. Nach 1945 wurde das evangelische Gotteshaus der römisch-katholischen Kirche übereignet, die es den Aposteln Petrus und Paulus widmete und das Innere baulich den veränderten liturgischen Bräuchen anpasste. Seit 1972 ist es wieder eine Pfarrkirche.

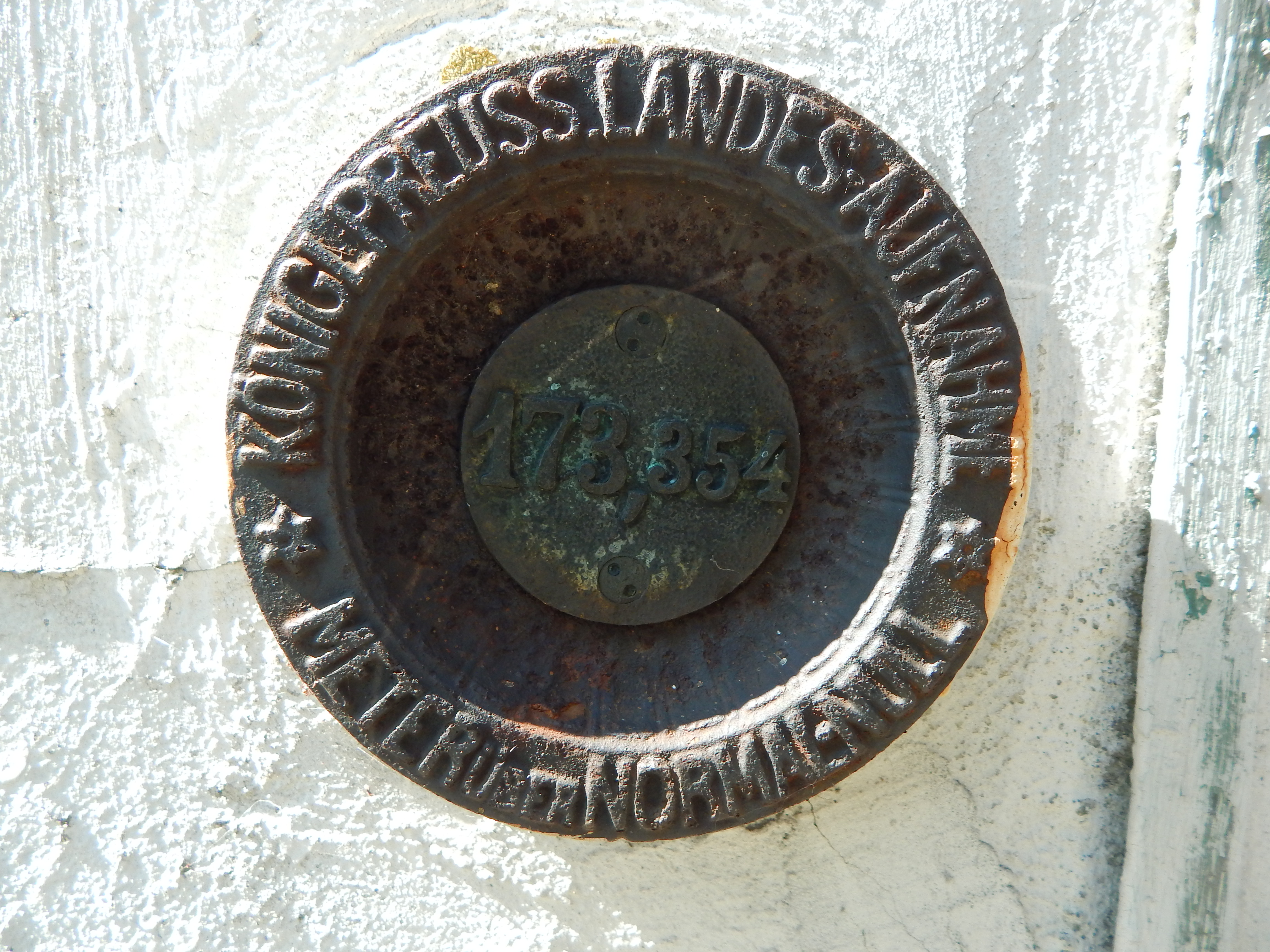
Höhenmarke der Königlich Preußischen Landesaufnahme an der Kirche in Kozłówko

## Kirchengemeinde

### Evangelisch

#### Kirchengeschichte
Die Gründung der Kirche in Koslau erfolgte wohl bereits in vorreformatorischer Zeit. Bereits in der Mitte des 16. Jahrhunderts amtierten hier lutherische Geistliche. 1725 wurden die Kirchengemeinde Klein Koslau und Groß Schläfken (polnisch Sławka Wielka) bei Bewahrung der jeweiligen Eigenständigkeit unter einem Pfarramt vereint. Pfarramtssitz war bis 1945 Klein Koslau. Das Kirchenpatronat war königlich, später dann oblag es den staatlichen Behörden. Das Kirchspiel Klein Koslau war bis 1919 in den Kirchenkreis Soldau (polnisch Działdowo) eingegliedert, danach war es bis 1945 Teil des Kirchenkreises Neidenburg (Nizica). 1925 zählte es 2675 Gemeindeglieder in sieben Ortschaften.
Flucht und Vertreibung der einheimischen Bevölkerung in Kriegsfolge setzten dem Leben der evangelischen Gemeinde vor Ort ein Ende. Erst nach und nach sammelten sich wieder evangelische Kirchenglieder, die jetzt zur Heilig-Kreuz-Kirche Nidzica in der Diözese Masuren der Evangelisch-Augsburgischen Kirche in Polen gehören.

#### Kirchspielorte
In das evangelische Kirchspiel Klein Koslau (1938 bis 1945 Kleinkosel (Ostpr.)) bis 1945 eingepfarrt:
| Deutscher Name | Geänderter Name 1938–1945 | Polnischer Name |  | Deutscher Name | Geänderter Name 1938–1945 | Polnischer Name     |
| -------------- | ------------------------- | --------------- |  | -------------- | ------------------------- | ------------------- |
| * Groß Koslau  | Großkosel                 | Kozłowo         |  | Polko          | Koselmitte                | Pólko Kozłowskie    |
| * Groß Sakrau  |                           | Zakrzewo        |  | Sabloczyn      | Sablau                    | Zabłocie Kozłowskie |
| * Klein Koslau | Kleinkosel (Ostpr.)       | Kosłówko        |  | Sontopp        | Santop                    | Sątop               |

#### Pfarrer
Bis 1945 amtierten an der Kirche zu Klein Koslau (Kleinkosel (Ostpr.)) als evangelische Pfarrer:
- Salomon Sarembius, 1578
- Henricus Faber, 1585/86
- Balthasar Nedelius, ab 1590
- Severin Stobbe, bis 1608
- Andreas Osenicius, 1609–1610
- Stanislaus Iwanowski, 1610–1612
- Julian Poniatowski (?), 1611–1614
- Balthasar Nadolnius, 1614–1625
- Adam Rex (König), 1637–1657
- Paul Schwetlick, 1660–1697
- Johann Stigalius, 1698–1701
- Jacob Jeglinski, 1702–1719
- Christian Kelch, 1719–1725
- Georg Krebs, 1728–1746
- Michawel Kurella, 1749–1787
- Christian Schellong, 1787–1811
- Bernhard Brachvogel, 1811–1816
- Johann Friedrich Porrmann, 1817–1827
- Samuel Marcus, 1827
- Paul Böttcher, 1829–1834
- Friedrich Wilhelm Böttcher, 1833–1847
- Ernst August von Gizycki, 1847–1881
- Philipp Salkowski, 1881–1886
- Gustav Friedrich Bercio, 1887–1916
- August Pasternack, 1916–1917
- Ernst Link, 1917–1927
- Brückner (Missionar), 1928–1929
- Wilhelm Otto Pfeiffer, 1930–1945

#### Kirchenbücher
Von den Kirchenbüchern Klein Koslau/Kleinkosel haben sich erhalten und werden bei der Deutschen Zentralstelle für Genealogie in Leipzig aufbewahrt:
- Taufen 1719 bis 1749, 1765 bis 1874
- Trauungen 1719 bis 1749, 1765 bis 1811, 1819 bis 1874
- Begräbnisse 1719 bis 1749, 1765 bis 1871
- Konfirmationen 1719 bis 1749

### Römisch-katholisch

#### Pfarrgemeinde
Vor 1945 lebten nur sehr wenige Katholiken in der Region Klein Koslau. So wurden in Klein Koslau selbst im Jahre 1858 lediglich zehn katholische Einwohner gezählt. Sie gehörten zur Pfarrkirche in Soldau (polnisch Działdowo). Das änderte sich in den Jahren nach 1945, als zahlreiche polnische Neubürger, fast ausnahmslos römisch-katholischer Konfession, sich hier ansiedelten. Sie nutzten das bisher evangelische Gotteshaus als ihre Kirche, und 1972 wurde hier eine eigene Pfarrei (polnisch Parafia) errichtet. Sie ist dem Erzbistum Ermland zugeordnet.

#### Dekanat Kozłowo
Heute ist das Dorf Kozłowo auch Sitz des gleichnamigen Dekanats. Zu ihm gehören sechs Pfarreien des Erzbistums Ermland:
| Polnischer Name | Deutscher Name                   |  | Polnischer Name | Deutscher Name |
| --------------- | -------------------------------- |  | --------------- | -------------- |
| Kozłowo         | Groß Koslau 1938-1945: Großkosel |  | Sarnowo         | Scharnau       |
| Napierki        | Napierken                        |  | Szkotowo        | Skottau        |
| Rozdroże        | Karlshöhe                        |  | Turowo          | Thurau         |